# Біатлон на зимових Олімпійських іграх 2018 — естафета (жінки)
Естафета серед жінок у біатлоні на зимових Олімпійських іграх 2018 відбулася 22 лютого в центрі лижного спорту та біатлону «Альпензія» у Пхьончхані, Південна Корея.

## Розклад
Час UTC+9
| Дата      | Час         | Раунд |
| --------- | ----------- | ----- |
| 22 лютого | 20:15–21:45 | Фінал |

## Результати
Гонка розпочалася о 20:15 за місцевим часом (UTC+9).
| Місце | Номер | Країна                                                                                  | Час                                       | Промахи (P+S)                            | Відставання |
| ----- | ----- | --------------------------------------------------------------------------------------- | ----------------------------------------- | ---------------------------------------- | ----------- |
| 1     | 10    | Білорусь · Надія Скардіно · Ірина Кривко · Дінара Алімбекова · Дар'я Домрачева          | 1:12:03.4 17:35.2 18:08.2 18:52.4 17:27.6 | 0+3 0+6 0+0 0+2 0+1 0+0 0+2 0+1 0+0 0+3  | –           |
| 2     | 3     | Швеція · Лінн Перссон · Мона Брурссон · Анна Магнуссон · Ганна Еберг                    | 1:12:14.1 17:35.1 19:16.8 18:25.9 16:56.3 | 0+7 0+5 0+2 0+2 0+3 0+3 0+2 0+0 0+0 0+0  | +10.7       |
| 3     | 2     | Франція · Анаїс Шевальє · Марі Дорен-Абер · Жустін Бреза · Анаїс Бескон                 | 1:12:21.0 17:20.8 18:25.6 18:40.6 17:54.0 | 0+6 0+8 0+1 0+2 0+1 0+1 0+3 0+3 0+1 0+2  | +17.6       |
| 4     | 7     | Норвегія · Сюнневе Сулемдал · Тіріль Екгофф · Інгрід-Ланнмарк Тандреволл · Марте Ольсбу | 1:12:33.1 17:09.8 18:49.5 19:18.9 17:14.9 | 0+2 3+10 0+0 0+1 0+1 1+3 0+1 2+3 0+0 0+3 | +29.7       |
| 5     | 17    | Словаччина · Пауліна Фіалкова · Анастасія Кузьміна · Терезія Полякова · Івона Фіалкова  | 1:12:41.8 17:07.8 18:30.5 18:59.4 18:04.1 | 0+3 1+6 0+1 0+0 0+1 1+3 0+1 0+1 0+0 0+2  | +38.4       |
| 6     | 8     | Швейцарія · Еліза Гаспарін · Лена Хеккі · Селіна Гаспарен · Ірене Кадуріш               | 1:12:46.9 17:32.8 18:15.5 18:56.7 18:01.9 | 0+8 0+8 0+1 0+0 0+3 0+2 0+2 0+3          | +43.5       |
| 7     | 9     | Польща · Моніка Гойніш · Магдалена Гвіздонь · Христина Гузик · Вероніка Новаковська     | 1:12:47.0 17:29.3 18:18.6 18:30.8 18:28.3 | 1+7 0+7 0+1 0+2 0+1 0+1 1+3 0+1 0+2 0+3  | +43.6       |
| 8     | 1     | Німеччина · Франциска Пройс · Деніз Геррманн · Франціска Гільдебранд · Лаура Дальмаєр   | 1:12:57.3 17:49.6 19:07.4 18:33.9 17:26.4 | 1+3 2+8 0+0 1+3 1+3 0+1 0+0 0+1          | +53.9       |
| 9     | 5     | Італія · Ліза Віттоцці · Доротея Вірер · Ніколь Гонтьє · Федеріка Санфіліппо            | 1:13:07.5 16:49.0 18:47.4 18:55.0 18:36.1 | 2+7 2+6 0+1 0+0 2+3 0+0 0+3 1+3 0+0 1+3  | +1:04.1     |
| 10    | 11    | Канада · Сара Бодрі · Джулія Ренсом · Емма Ландер · Росанна Крофорд                     | 1:13:36.8 18:04.0 18:27.7 19:09.6 17:55.5 | 1+4 0+7 0+0 0+3 1+3 0+0 0+1 0+1          | +1:33.4     |
| 11    | 4     | Україна · Ірина Варвинець · Віта Семеренко · Юлія Джіма · Анастасія Меркушина           | 1:13:44.8 18:30.9 19:15.4 17:38.7 18:19.8 | 0+3 2+7 0+0 1+3 0+1 0+1 0+2 0+0          | +1:41.4     |
| 12    | 6     | Чехія · Ева Пускарчикова · Джессіка Їслова · Маркета Давідова · Вероніка Віткова        | 1:13:59.7 17:21.4 19:56.1 18:57.9 17:44.3 | 0+1 4+10 0+1 0+2 0+0 2+3 0+0 0+2         | +1:56.3     |
| 13    | 18    | США · Сьюзен Данклі · Клер Еган · Джоанн Рід · Емілі Дрейссігакер                       | 1:14:05.3 16:56.6 18:42.4 19:01.1 19:25.2 | 1+5 0+5 0+0 0+1 0+0 0+0 1+3 0+1 0+2 0+3  | +2:01.9     |
| 14    | 14    | Казахстан · Галина Вишневська · Дарія Кліміна · Аліна Райкова · Ольга Полтораніна       | 1:14:18.0 17:50.2 19:54.3 18:28.3 18:05.2 | 0+2 1+7 0+0 0+3 0+1 1+3 0+1 0+1 0+0 0+0  | +2:14.6     |
| 15    | 13    | Фінляндія · Лаура Тойванен · Кайса Мякяряйнен · Марі Лаукканен · Венла Лехтонен         | 1:14:37.2 17:36.8 17:45.4 20:09.2 19:05.8 | 0+6 2+7 0+1 0+0 0+0 0+2 0+2 2+3 0+3 0+2  | +2:33.8     |
| 16    | 16    | Болгарія · Емілія Йорданова · Даніела Кадева · Стефані Попова · Десислава Стоянова      | 1:14:38.0 18:24.4 18:33.2 19:27.6 18:12.8 | 1+3 1+6 0+0 1+3 0+0 0+1 1+3 0+1 0+0 0+1  | +2:34.6     |
| 17    | 12    | Японія · Фуюко Татісакі · Сарі Фуруя · Ріна Міцухасі · Юріе Танака                      | 1:15:47.7 17:51.6 19:50.2 18:40.0 19:25.9 | 0+2 2+7 0+0 0+2 0+1 2+3 0+1 0+0 0+0 0+2  | +3:44.3     |
| 18    | 15    | Південна Корея · Анна Фроліна · Катерина Аввакумова · Мун Джіхі · Ко Ин Джун            | 1:20:20.6 20:32.3 18:33.9 19:24.5 21:49.9 | 0+5 6+11 0+2 4+3 0+1 0+2 0+1 1+3         | +8:17.2     |